# 周安 (明朝)
周安（？—1422年），祖籍不详，明朝军事将领。
其以都指揮僉事守備乂安。当时黎利勢張，都督蔡福以粮草將盡，退就東關。后退至富良江被逮，之后安南军以蔡福向各城劝降。周安计谋与内城合谋夹击，而千户包宣投降后，向黎利告密。黎利欲杀周安，周安称：“吾天朝臣子，豈死賊手！”于是与指揮陳麟躍起奪刀，杀数人后自刎身亡，其所属九千余人悉数被杀。